# (4595) Prinz
(4595) Prinz es un asteroide perteneciente al cinturón de asteroides, descubierto el 2 de marzo de 1981 por Schelte John Bus desde el Observatorio de Siding Spring, Nueva Gales del Sur, Australia.

## Designación y nombre
Designado provisionalmente como4595 Prinz. Fue nombrado Prinz en honor de Martin (Marty) Prinz conservador de la colección de meteoritos en el Museo Americano de Historia Natural de Nueva York.

## Características orbitales
Prinz está situado a una distancia media del Sol de 2,534 ua, pudiendo alejarse hasta 2,792 ua y acercarse hasta 2,276 ua. Su excentricidad es 0,101 y la inclinación orbital 8,651 grados. Emplea 1473 días en completar una órbita alrededor del Sol.

## Características físicas
La magnitud absoluta de Prinz es 13,9. Tiene 3,833 km de diámetro y su albedo se estima en 0,398.